# Callirius
Callirius war ein keltischer Gott, der in Britannien verehrt wurde. 
Er wird einzig genannt in einer Inschrift ihm zu Ehren aus Colchester (Essex), dem römischen Camulodunum. Hier wird er mit römischen Silvanus identifiziert.

„DEO SILVANO CALLIRIO D CINTVSMVS AERARIVS VSLM“

„Deo Silvano Callirio d(onum) Cintusmus aerarius v(otum) s(olvit) l(ibens) m(erito)“

„Für den Gott Silvanus Callirius, Cintusmus, Kupferschmied, erfüllte willentlich und verdient sein Gelöbnis.“

Der Name Callirius wird mit dem irischen coll [koːɬ] („Haselnuss“) und dem walisischen celli ['keɬi] („Wald“) in Verbindung gebracht. Die Identifikation nach der Interpretatio Romana mit dem römischen Gott Silvanus zeigt ebenfalls, dass es sich bei Callirus um einen Gott der Bäume und der Wälder gehandelt hat.